# Salvador Dalmau Castel
Salvador Dalmau Castel (Bordón, Teruel, 15 de enero de 1909 - San Cugat del Vallés, 1 de junio de 1997) fue un sacerdote escolapio y maestro español.

## Biografía
Estudió en las Escuelas Pías de Morella (Castellón) y en la de Moyá (Barcelona). De 1926 a 1932 pasó por los junioratos de Irache (Navarra) y Albelda de Iregua (La Rioja), donde estudió Filosofía y Teología. Profesó el 12 de septiembre de 1931 en Albelda de Iregua y fue ordenado sacerdote el 17 de diciembre de 1932 en Barcelona. El día 1 de enero de 1933 celebró en Bordón, su pueblo natal, su primera misa.
La entrada en vigor de la Ley de Confesiones y Congregaciones Religiosas en 1933, durante la Segunda República, según la cual las instituciones religiosas no podían dedicarse a la enseñanza, hizo que su primer destino como maestro fuese el Colegio de Nuestra Señora (en la calle Diputación, 277, de Barcelona), colegio “camuflado” aquellos años con el nombre de Mutua Escolar Bernat Metge.
Con el estallido de la Guerra Civil y la represión anticlerical, se escondió en Barcelona en casa de un hermana suya. A mediados de 1937 quiso huir a Francia con unos compañeros pero fueron descubiertos y detenidos. Tras unos meses en la cárcel Modelo de Barcelona, fue condenado a dos años y seis meses de internamiento en el campo de trabajos forzados de  Omélls de Nagaya.
Acabada la guerra, fue destinado a las Escuelas Pías de Mataró, donde permaneció hasta 1947. En este periodo cursó por libre los estudios de Filosofía y Letras en la Universidad de Zaragoza; obtuvo la licenciatura en 1944. Tras unos años dando clases en Tarrasa, en 1956 pasó a las Escuelas Pías de Sabadell, donde en 1958 fue nombrado rector. De entonces hasta 1982 sería rector, ininterrumpidamente, de las casas de Albelda de Iregua, Mataró, Barcelona Sarriá y Barcelona Santa Eulàlia.
En los años en que fue rector en Sabadell (1958-1961), procuró muchas mejoras al colegio. En mayo de 1958, el Ayuntamiento de Sabadell concedió a la escuela la Medalla de Oro de la ciudad. El hecho más notable de su actividad allí, sin embargo, fue la contribución de los escolapios de Sabadell a la construcción de escuelas populares en los suburbios de la ciudad. Bajo el mandato del padre Dalmau, además de aportar profesorado, los escolapios se encargaron de la dirección pedagógica de cuatro de las siete escuelas. Asimismo, en 1960 recibió un homenaje por parte de la colonia morellana de Sabadell (formada por emigrantes de Morella y otras poblaciones del Maestrazgo), en agradecimiento a su ayuda y dedicación.
Durante su rectorado en Mataró (1964-1973), Salvador Dalmau proyectó y llevó a cabo la reforma y nueva construcción del edificio de Santa Ana, principal centro escolapio de la localidad. Tras los rectorados de las Escuelas Pías de Sarriá (1973-1979) y la comunidad de Santa Eulàlia, dedicada a la atención de los escolapios ancianos o enfermos, en 1982 fue destinado a la Parroquia del Sagrado Corazón de Jesús, en el barrio de Ca n'Oriac de Sabadell, donde ejerció varias funciones.
El 13 de noviembre de 1983, en conmemoración de sus 50 años como sacerdote, recibió un homenaje en Bordón, su pueblo natal, y el Ayuntamiento puso su nombre a la plaza mayor. Durante toda su vida, el padre Dalmau pasó los veranos en el pueblo, tiempo durante el cual hacía las misas allí y en otros pueblos de la zona.
Salvador Dalmau destacó por sus dotes de orador. En sus sermones e intervenciones difundía valores como la caridad, el amor fraternal y, sobre todo, la armonía y concordia entre las personas.